# Helga Stevens
Helga Stevens, (9 de agosto de 1968 en Saint-Trond) es una política y abogada belga.

## Biografía
Estudió abogacía en la	Universidad Católica de Lovaina.
Miembro de la Unión Popular de 1998 en su escisión en 2001 y después de la Nueva Alianza Flamenca.
De 2004 a 2014, fue la primera persona sorda elegida por el Parlamento Flamenco. Diputada al Parlamento Europeo entre 2014 y 2019, es la primera mujer sorda en sentarse allí.
Fue empleada y luego directora de la Unión Europea para Sordos.
En 1999 se mudó a Gante, Bélgica, con su pareja Yven. Tienen dos hijos juntos: Duive en 2002 y Josse en 2006.

## Premios
2008, Premio Edward Miner Gallaudet de la Universidad de Gallaudet.